# Maba 1

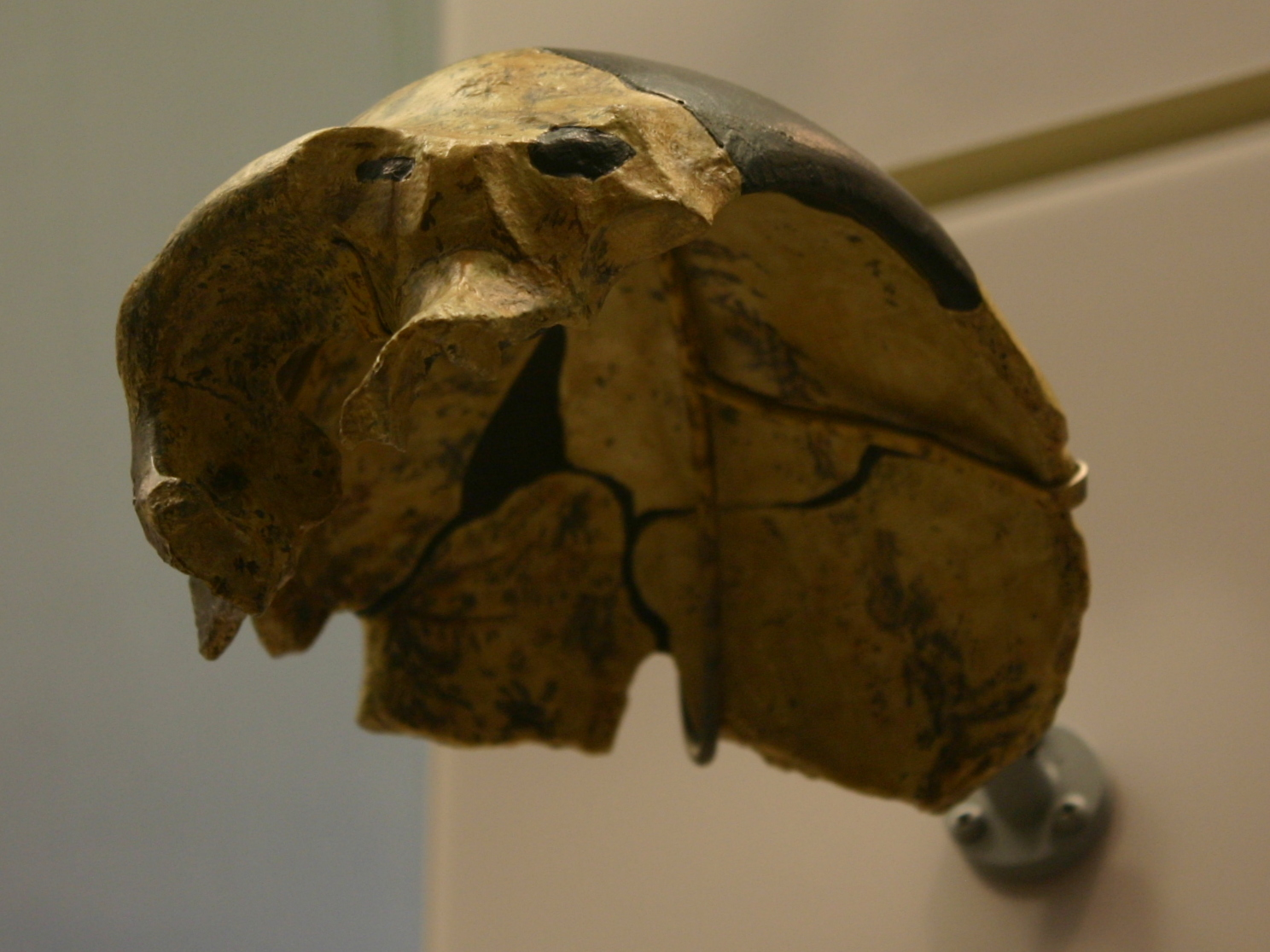
Blick von unten auf Maba 1

Maba 1 (auch: Maba-Mensch; 马坝人,  Mǎbàrén, englisch Maba Man / Ma Pa Man) ist die Bezeichnung für ein mittelpaläolithisches Fossil, das im Juni 1958 in einer Karsthöhle des Shizi Shan (“Löwenberges”) beim Dorf Maba (Mabacun) in Shaoguan in der chinesischen Provinz Guangdong entdeckt und der Gattung Homo zugeschrieben wurde. Eine gesicherte Zuordnung zu einer bestimmten Art fehlt bislang.

## Fund und Datierung
Es handelt sich um ein in mehrere Stücke zerbrochenes, unvollständig erhaltenes Schädeldach mit Stirn und Nasenbereich, dessen Alter bislang nur ungenau bestimmt werden konnte. Anhand von Tierfossilien aus der gleichen Fundschicht wurde der Schädel zunächst ins mittlere bis junge Pleistozän datiert. Eine spätere Uran-Thorium-Datierung von vermutlich gleich alten Tierzähnen ergab ein Alter von 129.000 ± 10.000 Jahren, jedoch ist nicht gesichert, dass diese Datierung die Fundschicht betraf: Der Schädel war von Bauern beim Abbau von Dünger gefunden worden, weswegen die Fundschicht nur annähernd rekonstruiert werden kann. Eine weitere, ebenfalls nicht hinreichend gesicherte Datierung legte ein Alter von nahezu 240.000 Jahren nahe.
Der unbezahnte Schädel weist Fraßspuren auf; es fehlen etwa 60 Prozent der Gesichtsknochen und rund ein Viertel des Scheitelbeins. Ein besonderes Merkmal, das diesen Schädel von anderen, ähnlich datierten Funden unterscheidet, sind die an Neandertaler erinnernden, relativ grazilen Überaugenwülste, weswegen der Fund zunächst als dem des Neandertalers ähnelnd beschrieben wurde. Von chinesischen Experten wurde er als archaischer Homo sapiens eingeordnet. Sofern die Datierung mindestens ins späte Mittelpleistozän korrekt ist, steht diese Zuordnung jedoch in Widerspruch zu den heute bekannten, genetischen Analysen zur Ausbreitung des Menschen, denen zufolge der Fund dem Homo erectus zuzuordnen ist.
2011 wurde geschätzt, dass der Schädel zu einer bei Eintritt des Todes etwa 50 Jahre alten Person gehörte. Zugleich wurde nachgewiesen, dass er eine – zumindest ansatzweise verheilte – Verletzung des Knochens aufweist, die durch einen kräftigen Schlag mit einem stumpfen Gegenstand verursacht worden sein muss. Hiervon zeugt an der rechten Schädelseite eine halbmondförmige, acht Millimeter lange, 308 Quadratmillimeter große und 1,5 Millimeter tiefe Druckspur sowie an gleicher Stelle auf der Schädelinnenseite eine Auswölbung. Anzeichen für eine Entzündung im ehemaligen Wundbereich wurden nicht gefunden, wohl aber Hinweise auf neugebildetes Knochengewebe nach einer Fraktur. Die Ursache der Verletzung ließ sich nicht klären.
Francis Clark Howell bezeichnete das Fossil von Maba (vormals Mapa) mit dem Art-Epitheton „mapaensis Kurth“. Der Taxonom Colin Groves erwähnt, das Fossil sei von Gerhard Heberer und Gottfried Kurth als „Homo erectus mapaensis Kurth (1965)“ eingeführt worden. Colin Groves indes entschied sich 1989 für die (heute dem Wissenszuwachs widersprechende) Umbenennung in „Homo sapiens mapaensis Kurth, 1965“.
Das Fossil wird unter der Sammlungsnummer PA 84 im Institut für Wirbeltierpaläontologie und Paläoanthropologie der Chinesischen Akademie der Wissenschaften verwahrt.

## Belege
1. ↑  Jiaming Hui und Xiujie Wu: Reappraisal of the Morphological Affinities of the Maba 1 Cranium: New Evidence From Internal Cranial Anatomy. In: American Journal of Biological Anthropology. Band 187, Nr. 1, Mai 2025, e70064, doi:10.1002/ajpa.70064.
2. 1 2  Xiu-Jie Wu et al.: Antemortem trauma and survival in the late Middle Pleistocene human cranium from Maba, South China. In: PNAS. Band 108, Nr. 49, 2011, S. 19558–19562, doi:10.1073/pnas.1117113108.
3. ↑  Ian Tattersall: The Strange Case of the Rickety Cossack – and Other Cautionary Tales from Human Evolution. Palgrave Macmillan, New York 2015, S. 145, ISBN 978-1-137-27889-0.
4. ↑  Cihai („Meer der Wörter“). In: Shanghai cishu chubanshe. Shanghai 2002, ISBN 7-5326-0839-5, S. 1112.
5. ↑  Francis Clark Howell: Thoughts on the Study and Interpretation of the Human Fossil Record. In: Memoirs of the California Academy of Sciences. Band 21, 1996, S. 1–46, siehe Seite 19, ISSN 0885-4629.
6. ↑  Gerhard Heberer (Hrsg.): Menschliche Abstammungslehre: Fortschritte der Anthropogenie [i. e. Hominisation] 1863–1964. Gustav Fischer Verlag, Stuttgart 1965, Seite 383.
7. ↑  Colin Groves: A theory of human and primate evolution. Clarendon Press, Oxford 1989, Seite 286, ISBN 0-19-857629-3.

Koordinaten: 24° 40′ 27,3″ N, 113° 34′ 49,8″ O